# 米羅斯瓦夫
米罗斯瓦夫（波蘭語： [miˈrɔswaf]）是一个源自斯拉夫语的波兰语名字，相当于米罗斯拉夫 。它由米羅“和平”和斯瓦夫“荣耀、名望”组成，意指热爱和平的人，或通过建立和平而获得名望的人。
小名包括米雷克和米爾卡。陰性形式為米羅斯瓦娃（ [mirɔˈswava]）。
拥有这个名字的人會在2月26日庆祝命名日。

## 名人
- 米羅斯瓦夫·赫爾曼謝夫斯基（1941年—2022年），波蘭宇航員